# Crazy 2K Tour
Crazy 2k Tour este al doilea turneu a cântăreței de origine americana, Britney Spears. Acest turneu, ca și anteriorul, promovează albumul de studio ...Baby One More Time.